# 南昌220
南昌220是香港一個過渡性房屋項目，位於深水埗南昌街202至220號，為一幢4層高樓宇，共有89個單位。南昌220是香港首個以組裝合成建築技術興建的鋼結構社會房屋，由組裝到入伙時間不到一年。南昌220由東華三院營運。
2018年，恒基地產借出深水埗南昌街地皮，以組合屋形式興建過渡性房屋。
2020年7月，南昌220取得俗稱「入伙紙」的佔用許可證。同年8月，約160位住戶遷入南昌220。
南昌220租約為期兩年，已於2022年結束，相關租戶到時需要再搬遷。

## 外部連結
- 「南昌220」過渡性房屋項目 （页面存档备份，存于）